# 舞鶴海洋気象台

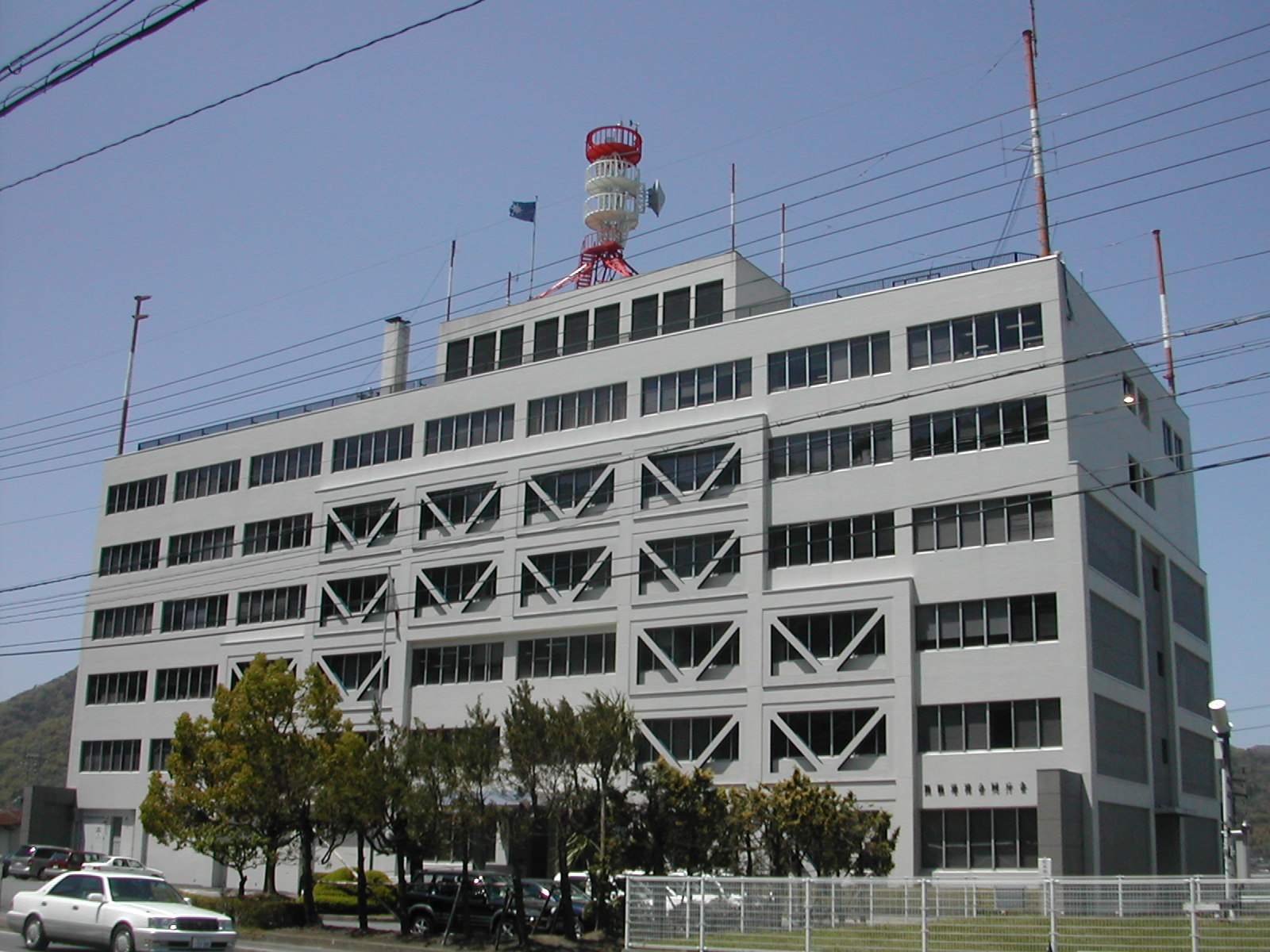
舞鶴海洋気象台

舞鶴海洋気象台（まいづるかいようきしょうだい）は、京都府舞鶴市下福井にあった海洋気象台であり、気象庁の地方支分部局の1つであった。

## 概要
日本海の海洋観測と、京都府北部の警報等の業務を行っていた。
1946年（昭和21年）3月に復員業務の支援のため、宮津測候所舞鶴臨時出張所として観測が始められたが、海洋国家としての海洋気象観測の重要性の高まりなどを背景に、業務を拡大し舞鶴海洋気象台となった。
全国に4つあった海洋気象台（函館・舞鶴・神戸・長崎）のうちの一つだった。

## 京都地方気象台との関係
京都府は大阪管区気象台管内だが、舞鶴海洋気象台は、海洋気象観測という業務の性格上、管区気象台と同じく気象庁本庁直轄とされていた。一方、京都府下の地上気象の観測、予報(天気予報)・警報は大阪管区気象台管轄下の京都地方気象台が担当している。
このため、京都府は1つの府県予報区に2つの気象台を持つという珍しい形となっており、地上気象の予警報に関しては、舞鶴海洋気象台が京都地方気象台から指示を受けることとなっていた。

## 沿革

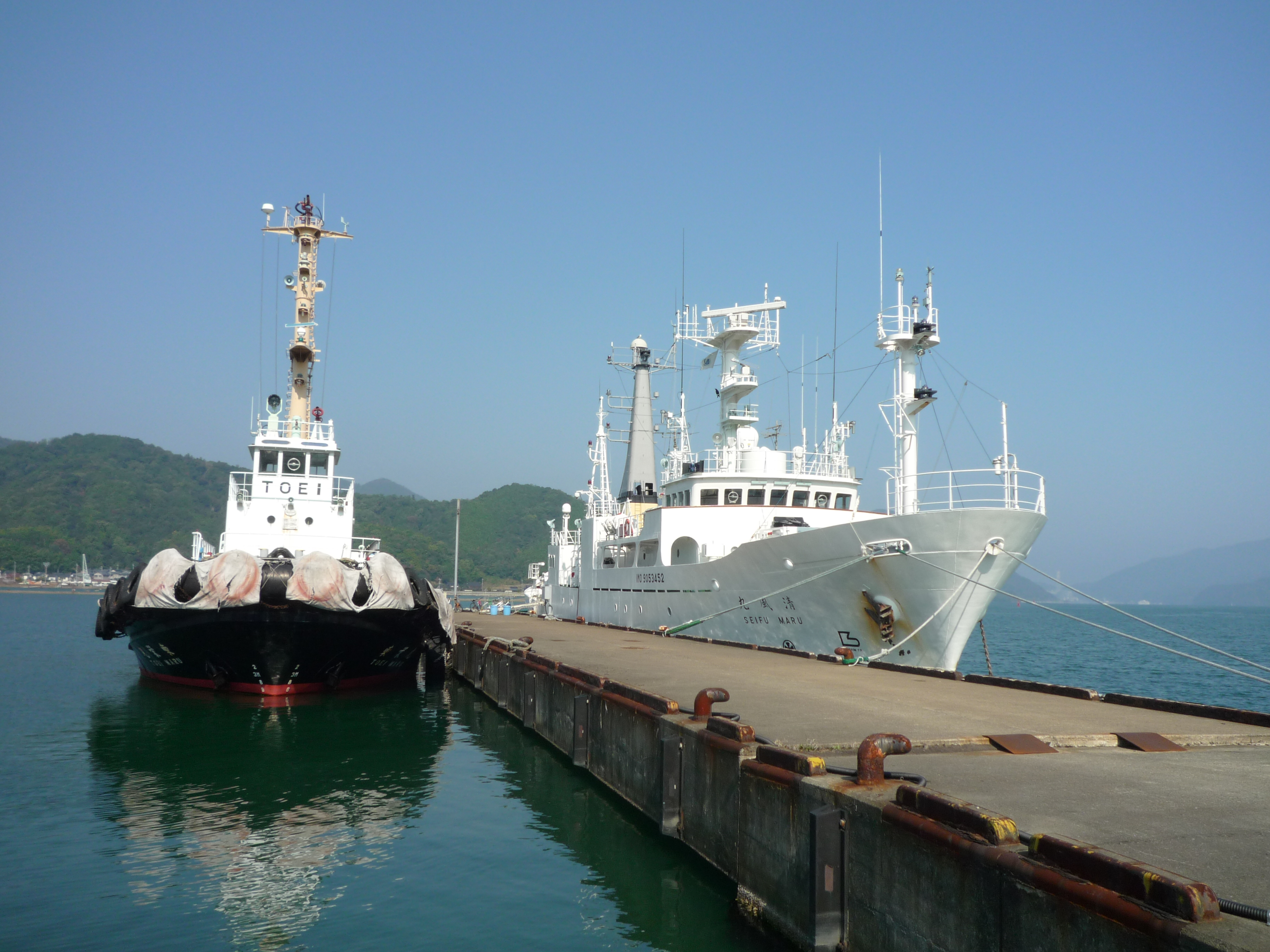
写真右が清風丸（三世）

- 1946年3月：宮津測候所舞鶴臨時出張所として観測および予報業務を開始[2]。所在地は文庫山。
- 1947年4月：舞鶴海洋気象台に改称。
- 1948年4月：海上の気象予報を開始。
- 1948年5月：清風丸（61トン）と朝凪丸（18トン）により海洋観測開始。
- 1964年3月：清風丸二世（355トン）竣工。
- 1965年：この年から日本海の深海部の水温や酸素濃度のデータの採取を開始[2]。
- 1968年3月：舞鶴検潮所を新設。
- 1974年7月：現在の舞鶴港湾合同庁舎内に移転。舞鶴市下福井901。
- 1976年5月：経ヶ岬沿岸波浪計を設置。
- 1993年1月：現在の清風丸三世（484トン）竣工。
- 2010年3月：海洋気象観測船清風丸三世の運用を終了[2]。
- 2012年：京都地方気象台に気象予報業務を移管[2]。
- 2013年9月30日: 組織改編に伴い廃止される[3][2][4][5][6]。なお、廃止後は人員を大幅削減（26人から5～6人程度）の上で日本海海洋気象センターが設置された[2][4]。

## 所在地
- 〒624-0946 京都府舞鶴市下福井901

## 京都府北部の地方区分
- 舞鶴・綾部…舞鶴・綾部の両市
- 福知山…福知山市
- 丹後…京丹後・宮津・与謝野・伊根の2市2町

## 脚註
1. 1 2 3 4  “舞鶴海洋気象台の業務の移管”.  総務省. 2013年2月1日閲覧。
2. 1 2 3 4 5 6  “舞鶴海洋気象台 9月廃止 「日本海海洋気象センター」に”. 京都新聞. (2013年1月30日) 2013年1月30日閲覧。
3. ↑  “「海洋気象台」、組織改編で消滅 10月から”. 日本経済新聞. (2013年1月30日) 2013年1月30日閲覧。
4. 1 2  “「海洋気象台」の名前 消滅へ”. 関西テレビ. (2013年1月30日) 2013年2月1日閲覧。
5. ↑  “消える神戸「海洋」気象台 「地方」に改編へ”. 神戸新聞. (2013年1月29日) 2013年1月30日閲覧。
6. ↑  “全国の「海洋気象台」消える 神戸は90年の歴史に幕”. 長崎新聞. (2013年1月29日) 2013年1月30日閲覧。